# Another One Bites the Dust
Another One Bites The Dust – utwór grupy Queen w stylu funkowo-rockowym. Napisana przez Johna Deacona piosenka była światowym hitem, pojawiła się na albumie The Game, a jako singel sprzedała się w liczbie 7 mln sztuk.

## O utworze
John Deacon: „Kiedy byłem w szkole, słuchałem mnóstwo muzyki soulowej. Zawsze interesowałem się tym gatunkiem. Już od dłuższego czasu nosiłem się z zamiarem napisania takiego utworu jak „Another One Bites The Dust”. Od początku myślałem o tej piosence jako o czymś do tańca, ale nie sądziłem, że stanie się tak wielkim przebojem. Kiedy ukazała się na małej płycie okazało się, że grają ją nawet „czarne” stacje radiowe. Nigdy przedtem nie przytrafiło nam się coś takiego”.
Piosenka dała grupie jej jedyną nominację do nagrody Grammy, a teledysk nakręcono w Reunion Arena w Dallas.
Miejska legenda głosi, że odsłuchując piosenkę od tyłu można usłyszeć zdanie It's fun to smoke marijuana, czyli Palenie marihuany to niezła frajda. Najprawdopodobniej efekt ten jest całkowicie przypadkowy, a w każdym razie grupa nigdy nie przyznała się oficjalnie do umieszczenia takiego przesłania.

## Wydania
Singiel ukazał się na płycie 7” oraz CD. Tylko na wersji CD znalazł się dodatkowo utwór „Las Palabras de Amor”. W USA, Kanadzie, Japonii, Australii i Nowej Zelandii na stronie B singla znalazł się utwór „Don't Try Suicide”.

## Twórcy
- Freddie Mercury – śpiew i chórki
- Brian May – gitara prowadząca
- Roger Taylor – perkusja akustyczna i elektroniczna
- John Deacon – gitara basowa, gitara rytmiczna, fortepian, syntezator